# Di chỉ khảo cổ Keilor
Di chỉ khảo cổ Keilor hay di chỉ Keilor là một trong số những địa điểm đầu tiên để chứng minh về sự chiếm lĩnh của thổ dân Úc thời cổ đại khi một hộp sọ được khai quật vào năm 1940 và được định tuổi gần 15 Ka (Kilo annum, ngàn năm).
Những nghiên cứu tiếp theo về thềm bồi tích Pleistocen tiết lộ các lò bếp khoảng 31 Ka BP, cho thấy Keilor là một trong những địa điểm sớm nhất của con người sinh sống tại Úc. Di cốt của động vật cỡ lớn cũng gợi ý rằng thổ dân có thể đã săn bắt thú.

## Phát hiện
Di chỉ tọa lạc tại hợp lưu của Dry Creek và sông Maribyrnong, 1,5 km về phía bắc của Keilor, Victoria, Australia ở tọa độ 37°42'15"S 144°50'16" E. Di chỉ đã được phát hiện khi các đồ tạo tác lộ ra tại mỏ đá cát, do việc tăng xói lở thềm sông do nước thải từ sân bay Tullamarine mới mở gần đây.
Các hộp sọ Keilor được James White phát hiện tháng 10 năm 1940, khi khai quật một tầng cát gần đường giao nhau của sông Maribyrnong và Dry Creek, khoảng 2 km về phía bắc của Keilor. Nhà khảo cổ học Sandor Alexander Gallus là người đầu tiên nhận ra tầm quan trọng của thềm sông, và trong những năm 1960 và 70  đã khai quật các di chỉ với các đội đến từ Hội Khảo cổ học Victoria, Khảo sát Khảo cổ học Victoria và Đại học La Trobe, tập trung vào lớp địa tầng dưới, được gọi là lớp sét D (D-Clay) và các phù sa cổ của Dry Creek nằm dưới.

## Định tuổi
Các hộp sọ Keilor đã được định tuổi bằng cacbon-14 cho ra tuổi ở giữa 12 và 14 Ka BP. Các nghiên cứu tiếp theo của địa mạo địa phương đã xác định ba thành tạo thềm trên bờ sông Maribyrnong, thể hiện sự liên quan đến thay đổi mực nước biển trong 150 Ka vừa qua. Năm 1953 Gill E. D. từ Bảo tàng Quốc gia Victoria tính tuổi hộp sọ được khoảng 14,7 Ka BP, sử dụng định tuổi C-14 và phân tích flo-phosphate. Gallus khai quật một lò bếp trong năm 1971, và định tuổi C-14 các tro than cho ra tuổi khoảng 31 Ka BP, làm Keilor một trong những địa sớm nhất của con người sinh sống tại Úc.
Xương của các động vật cỡ lớn đã tuyệt chủng tìm thấy tại di chỉ được đánh giá là có tuổi cỡ 20 Ka BP, mặc dù là có vấn đề quanh việc định tuổi xương. Tuy nhiên di chỉ tiếp tục là đề tài tranh luận liên quan đến động vật cỡ lớn tuyệt chủng.